# Dan Kordic
Dan Kordic (né le 18 avril 1971 à Edmonton dans la province d'Alberta au Canada) est un joueur professionnel canadien de hockey sur glace. Il évoluait au poste de défenseur puis d'ailier gauche. Il est le frère du défunt John Kordic.

## Biographie
Il a joué au niveau junior avec les Tigers de Medicine Hat dans la LHOu et a été repêché par les Flyers de Philadelphie au 88e rang lors du repêchage d'entrée dans la LNH 1990. Il joue sa première saison professionnelle en 1991-1992 avec les Flyers, prenant part à 46 parties et ayant été pénalisé 126 minutes. Par contre, il passe la majorité des saisons suivantes dans les ligues mineures avec le club-école des Flyers, les Bears de Hershey. En 1995, il est converti par les Flyers au poste d'ailier à cause de leur profondeur en défense. En 1996-1997, il forme une ligne avec Daniel Lacroix et Scott Daniels, une ligne de joueurs au jeu robuste surnommée la « Dan Line ». Il se retire en 1999 à cause de problèmes au genou puis tente une carrière comme arbitre,.
En 2016, il devient entraîneur adjoint pour les Dinos de l'Université de Calgary. Deux ans plus tard, il est nommé entraîneur adjoint des Blazers de Kamloops dans la LHOu.

## Statistiques
| Saison     | Équipe                   | Ligue      |     | Saison régulière | Saison régulière | Saison régulière | Saison régulière | Saison régulière |   | Séries éliminatoires | Séries éliminatoires | Séries éliminatoires | Séries éliminatoires | Séries éliminatoires |
| Saison     | Équipe                   | Ligue      | PJ  | B                | A                | Pts              | Pun              | PJ               | B | A                    | Pts                  | Pun                  |                      |                      |
| 1987-1988  | Tigers de Medicine Hat   | LHOu       | 63  | 1                | 5                | 6                | 75               | 16               | 0 | 0                    | 0                    | 2                    |                      |                      |
| 1988-1989  | Tigers de Medicine Hat   | LHOu       | 70  | 1                | 13               | 14               | 190              | 3                | 0 | 0                    | 0                    | 10                   |                      |                      |
| 1989-1990  | Tigers de Medicine Hat   | LHOu       | 59  | 4                | 12               | 16               | 182              | 3                | 0 | 0                    | 0                    | 9                    |                      |                      |
| 1990-1991  | Tigers de Medicine Hat   | LHOu       | 67  | 8                | 15               | 23               | 150              | 12               | 2 | 6                    | 8                    | 42                   |                      |                      |
| 1991-1992  | Flyers de Philadelphie   | LNH        | 46  | 1                | 3                | 4                | 126              | -                | - | -                    | -                    | -                    |                      |                      |
| 1992-1993  | Bears de Hershey         | LAH        | 14  | 0                | 2                | 2                | 17               | -                | - | -                    | -                    | -                    |                      |                      |
| 1993-1994  | Bears de Hershey         | LAH        | 64  | 0                | 4                | 4                | 164              | 11               | 0 | 3                    | 3                    | 26                   |                      |                      |
| 1993-1994  | Flyers de Philadelphie   | LNH        | 4   | 0                | 0                | 0                | 5                | -                | - | -                    | -                    | -                    |                      |                      |
| 1994-1995  | Bears de Hershey         | LAH        | 37  | 0                | 2                | 2                | 121              | 6                | 0 | 1                    | 1                    | 21                   |                      |                      |
| 1995-1996  | Bears de Hershey         | LAH        | 52  | 2                | 6                | 8                | 101              | -                | - | -                    | -                    | -                    |                      |                      |
| 1995-1996  | Flyers de Philadelphie   | LNH        | 9   | 1                | 0                | 1                | 31               | -                | - | -                    | -                    | -                    |                      |                      |
| 1996-1997  | Flyers de Philadelphie   | LNH        | 75  | 1                | 4                | 5                | 210              | 12               | 1 | 0                    | 1                    | 22                   |                      |                      |
| 1997-1998  | Flyers de Philadelphie   | LNH        | 61  | 1                | 1                | 2                | 210              | -                | - | -                    | -                    | -                    |                      |                      |
| 1998-1999  | Phantoms de Philadelphie | LAH        | 9   | 1                | 1                | 2                | 43               | 1                | 0 | 0                    | 0                    | 0                    |                      |                      |
| 1998-1999  | Flyers de Philadelphie   | LNH        | 2   | 0                | 0                | 0                | 2                | -                | - | -                    | -                    | -                    |                      |                      |
| 1998-1999  | Griffins de Grand Rapids | LIH        | 3   | 0                | 0                | 0                | 0                | -                | - | -                    | -                    | -                    |                      |                      |
| Totaux LNH | Totaux LNH               | Totaux LNH | 197 | 4                | 8                | 12               | 584              | 12               | 1 | 0                    | 1                    | 22                   |                      |                      |

## Trophées et honneurs personnels
- 1987-1988 :
  - champion de la Coupe du Président avec les Tigers de Medicine Hat.
  - champion de la Coupe Memorial avec les Tigers de Medicine Hat.